# Chutes Marriott
Les chutes Marriott sont des chutes d'eau à proximité du parc national du mont Field au centre de l'île de Tasmanie en Australie. Elles sont proches des chutes Russell et des chutes Horseshoe et à quelques km des chutes Lady Barron.

## Historique
En 1916, le parc national du mont Field (plus vieux parc aborigène du pays) est déclaré parc national.

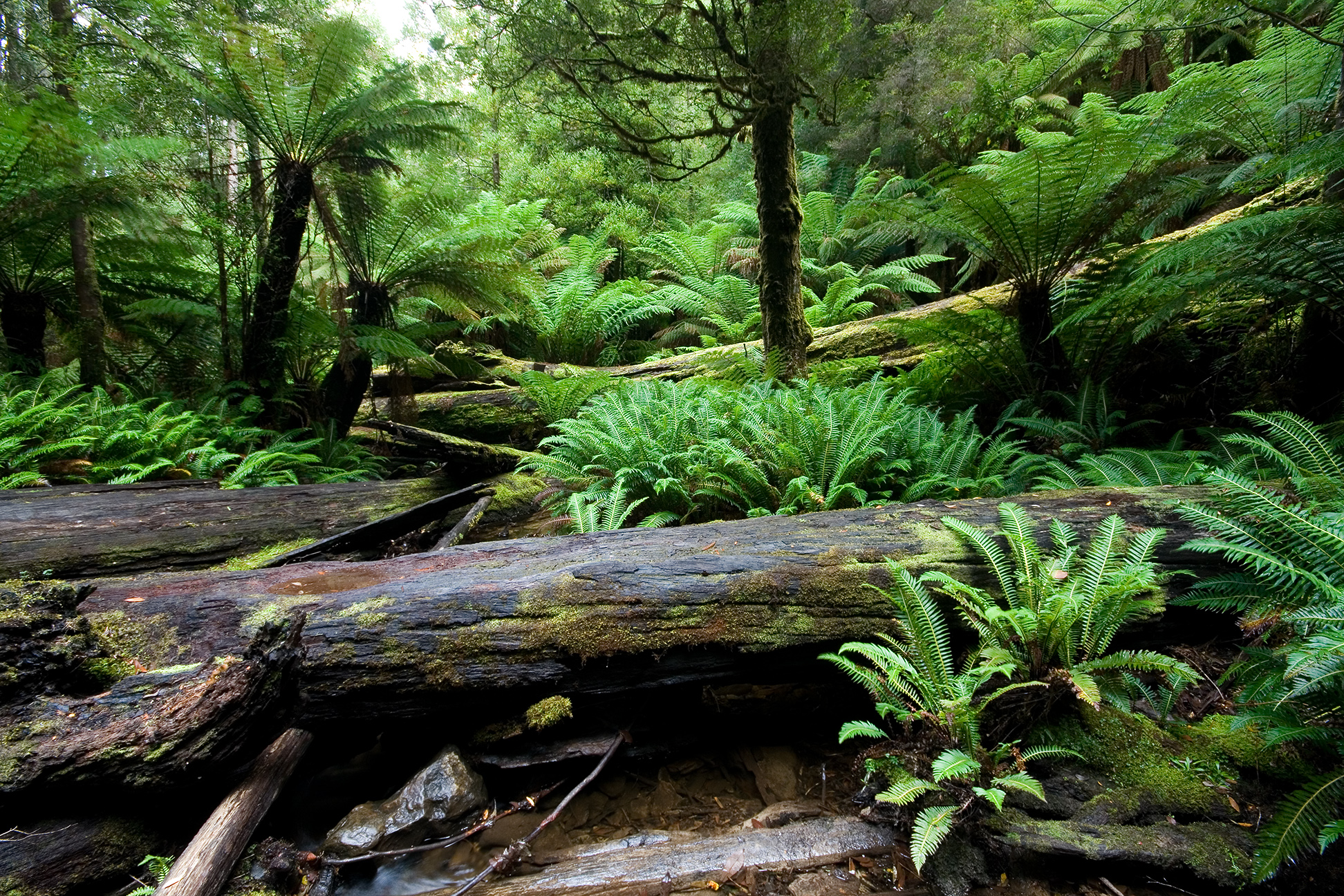
Forêt humide luxuriante des chutes Marriott